# 陳呂意
陳呂意（1926年4月16日—2000年8月25日），原名陳文路易（Trần Văn Louis），教名伯多祿（Phê-Rô），醫學博士、教授，曾擔任越南共和國衛生和社會部長。

## 生平
1926年4月16日（一說4月4日:98），陳呂意出生於越南南方沙瀝。:945
1952年，陳呂意在西貢大學獲得醫學博士學位。:9451959年，陳呂意在法國巴黎取得血液學證書。:945
1960年至1961年，陳呂意在巴黎博容醫院擔任外科醫師，1962年起陳呂意擔任越南阮文學醫院（今嘉定人民醫院）住院病房主管。:945
1963年起，陳呂意擔任西貢醫學院教授。:945
1966年至1968年，陳呂意出任阮高祺內閣衛生部長。:9451968年5月至1969年9月，陳呂意出任衛生與社會部長。:945
1975年越南共和國滅亡時陳呂意移居法國。
2000年8月25日，陳呂意在加拿大蒙特利爾讓－塔隆醫院去世。

## 個人生活
陳呂意是天主教徒。:98根據1974年出版的《越南名人錄》，陳呂意已婚，育有兩個子女。:945

## 榮譽
- 五等保國勳章[5]:945
- 英勇佩星[5]:945